# Dreistelzer Forst

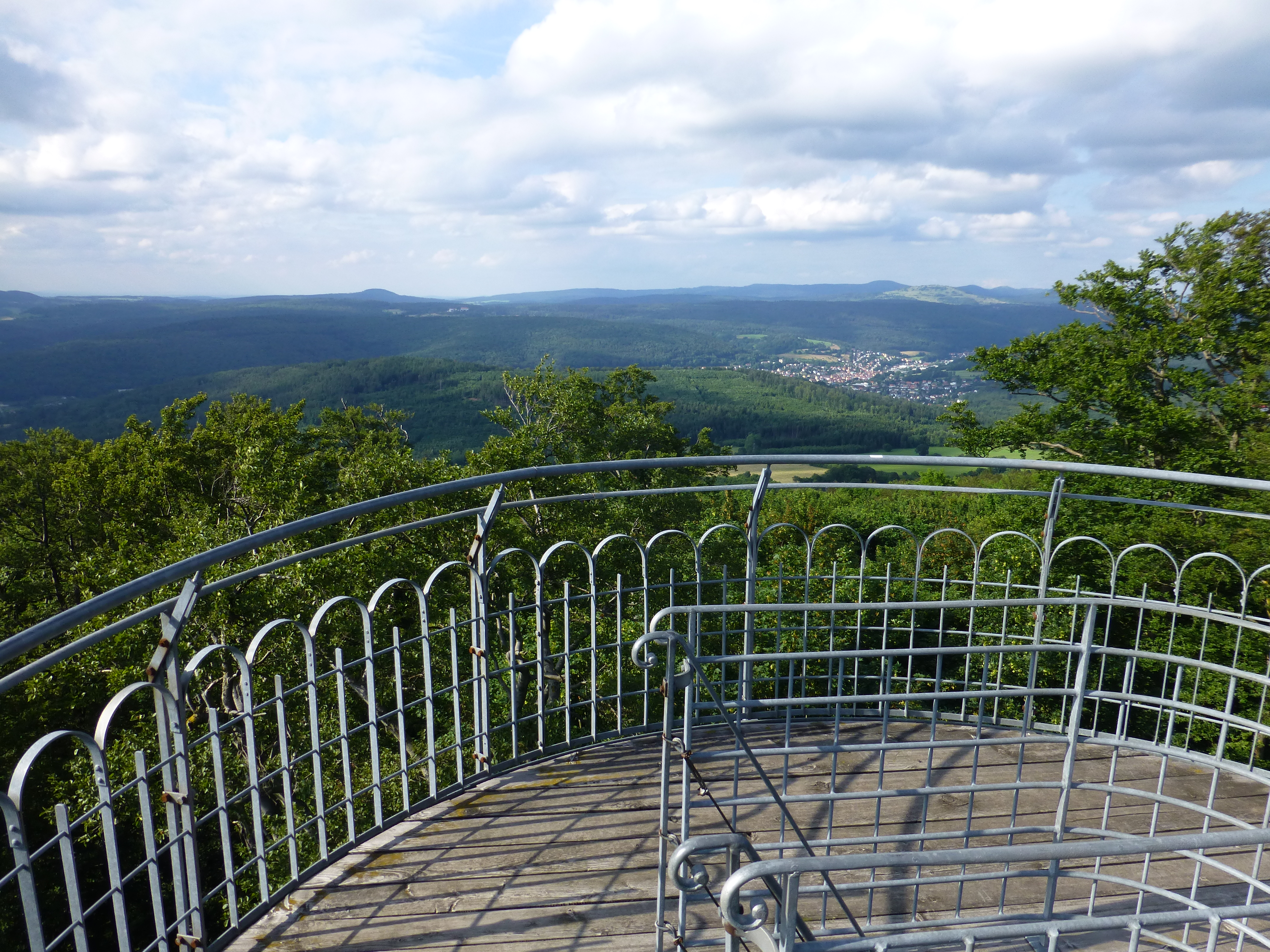
Blick vom Aussichtsturm Dreistelzberg

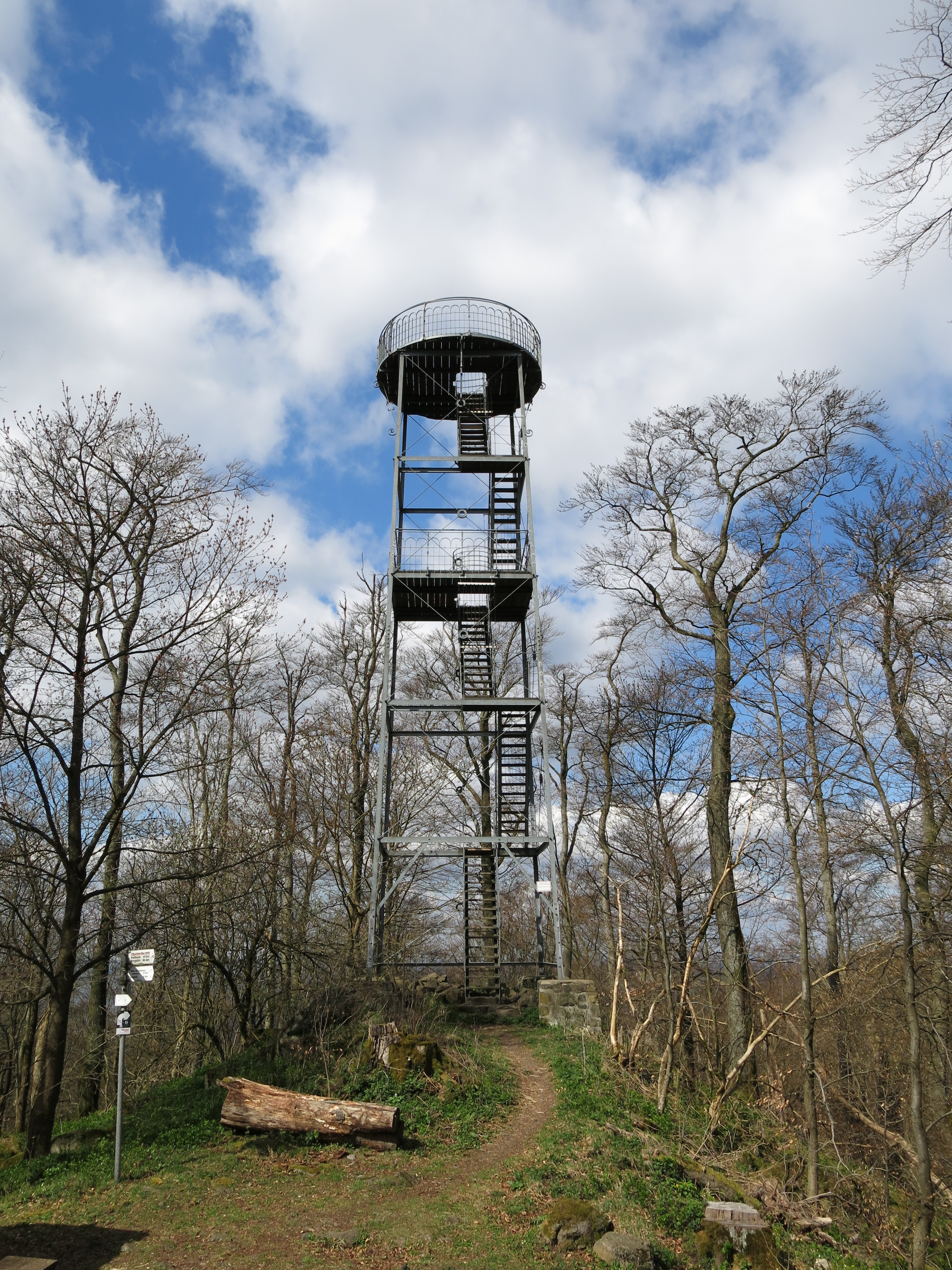
Aussichtsturm Dreistelzberg

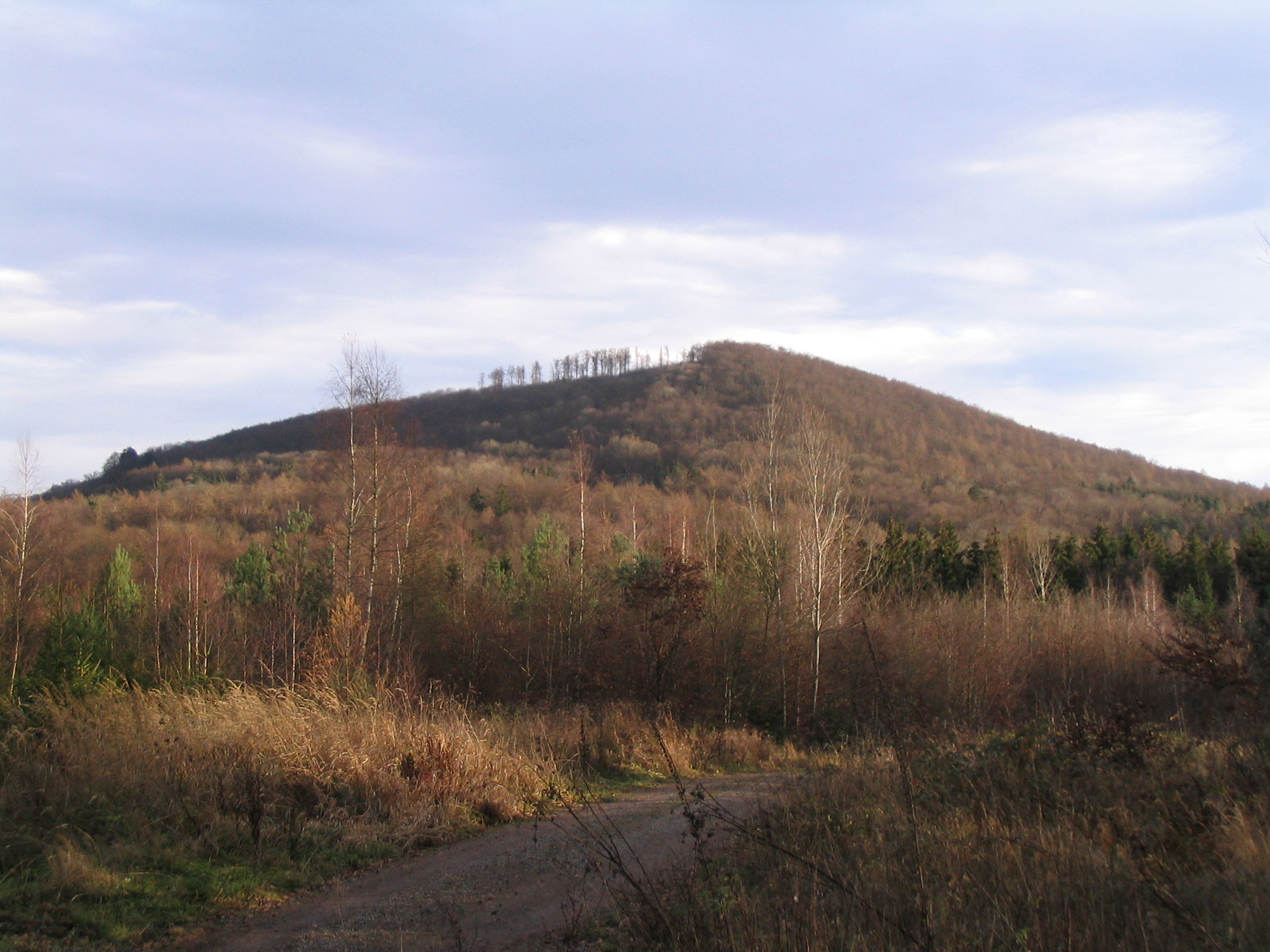
Vulkankegel Dreistelz

Der Dreistelzer Forst ist ein 0,85 km² großes gemeindefreies Gebiet im Landkreis Bad Kissingen in der bayerischen Rhön. Das Gebiet ist komplett bewaldet.

## Geografie

### Lage
Der Dreistelzer Forst liegt nordwestlich der Gemeinde Oberleichtersbach, mit dem namensgebenden Ortsteil Dreistelz. Die höchste Erhebung ist der Dreistelzberg mit 660 m ü. NN. Das gemeindefreie Gebiet ist das flächenmäßig kleinste im Landkreis.

### Nachbargemeinden
| Stadt Bad Brückenau |                                             |                            |
|                     | Kompassrose, die auf Nachbargemeinden zeigt |                            |
|                     |                                             | Gemeinde Oberleichtersbach |

## Kultur und Sehenswürdigkeiten

### Baudenkmäler
→ Liste der Baudenkmäler im Dreistelzer Forst